# 地球本来の神々
地球本来の神々（ちきゅうほんらいのかみがみ）は、創作神話クトゥルフ神話の用語。
狭義では、「大いなるもの」という者たちを指しており、ドリームランド（幻夢郷）に住むとされる神々の総称である。
だがクトゥルフ神話・ラヴクラフト神話には、ギリシャ神話などの既存の伝説の神々が登場することもある。クトゥルフ神話の神は、「大いなるもの」「既存の伝説の神々」、クトゥルフ神話の創作神がおり、「地球の神」「地球本来の神々」は前二者を指し、語だけではどちらなのか区別がつかない。

## ドリームランドの「大いなるもの」
ハワード・フィリップス・ラヴクラフトが創造・設定した。ドリームランドを舞台とした『蕃神』にて言及され、『未知なるカダスを夢に求めて』に登場する。
原語は『Gods of Earth』であり、地球本来の神々、地球の神々（ちきゅうのかみがみ）、大地の神々（だいちのかみがみ）、地上神（ちじょうしん）などと邦訳される。また『Great Ones』と表記されることもあり、こちらは大いなるもの（おおいなるもの）と邦訳される。
対義語は蕃神（地球外からやって来た、異形の神々）。
ドリームランドの人々は、彼ら<大いなるもの>を信仰する。彼ら神族は、美しい人の姿をしている。人間族と子をなすこともあり、神の血を引く子孫は美しい容貌を受け継ぐ。かつては霊峰ハテグ＝クラ山の城に住んでいたが、人間族に姿を見られることを嫌い、秘境カダスの城へと移り住んだ。力では、人間族の魔術師にすら抜かれ得るほどであり、「脆弱な」神々と呼ばれる。ノーデンスと、ナイアーラトテップら蕃神が、彼ら神族を保護している。
ラヴクラフト作品の範囲では彼らの個別の顔ぶれはわかっていない。

## 解釈
クトゥルフ神話を大系化して事典を作ろうとした、最初のフランシス・レイニーは、1943年の『クトゥルー神話小辞典』にて、旧神と旧支配者「以外の」神々について言及した。だが具体例はヒュプノスのみであった。
次にリン・カーターは1957年の『クトゥルー神話の神神』にて、旧神/旧支配者/地球本来の神々と3分した。何柱もの神が挙げられ、彼らは全員カダスに住むとされた。ポイントはノーデンスの位置づけであり、レイニーが旧神としたノーデンスを、カーターは地球本来の神々とし、旧神の名前は一切わからないとした。だが後に設定を変更し、ノーデンスを旧神の指導者と位置づけるようになる。
ゲーリー・メイヤーズによると、旧神とはカダスの彼らのことであり、ダーレス神話で言われるほどの強大な力は持っておらず、邪神たちをなんとか眠らせているにすぎない。
変わり種として、栗本薫の『魔界水滸伝』では、地球本来の神々の枠に日本の妖怪たちが宛てられ、異次元からの侵略邪神たちと戦う。

## 作品
- ハワード・フィリップス・ラヴクラフト：蕃神、未知なるカダスを夢に求めて
- フランシス・レイニー：クトゥルー神話小辞典
- リン・カーター：クトゥルー神話の神神
- ゲイリー・メイヤーズ：妖蛆の館
- 風見潤：クトゥルー・オペラ

## 地球本来の神々の一覧
ラヴクラフトのドリームランドの「大いなるもの」に該当しそうな神は限定される。
カーター『クトゥルー神話の神神』にて地球本来の神々にカウントされた神には★をつける。風見潤『クトゥルー・オペラ』に登場する地球本来の神々には☆をつける。

### 既存神話の神
ノーデンス ★
ローマ領時代のイギリスで信仰された神（ノドンス）。アイルランド神話の主神（ヌアザ）と同一とする説がある。ギリシア神話の海神たち（ネプトゥーヌス、トリトーン、ネーレーイス）を従える。旧神とされる場合もある。
登場作品：ラヴクラフト『霧の高みの不思議な家』『未知なるカダスを夢に求めて』
ヒュプノス ★☆
ギリシア神話の眠りの神ヒュプノスと同名で、容姿等もかなり近いが、恐ろしい神として描かれる。旧神や旧支配者とされる場合もある。
登場作品：ラヴクラフト『眠りの神』（意題：ヒュプノス）。
ダゴン
ペリシテ人の神であり、イスラエル人のユダヤ教・聖書と敵対したことで悪神とされた。半人半魚の神。クトゥルフ神話にも取り込まれ邪神扱いとされており、深きものどもがカルトを組織し、父なるダゴンとして崇められる。
登場作品：ラヴクラフト『ダゴン』『インスマスの影』
ブバスティス/バースト
エジプト神話の猫神。猫好きのラヴクラフトが礼賛する一方で、ブロックがナイアーラトテップ配下の邪神として描く。旧神とされる場合もある。
登場作品：ロバート・ブロック『ブバスティスの子ら』
セベク
エジプト神話の鰐神・ナイル川の神。ブロックがナイアーラトテップ配下の邪神として描く。
登場作品：ロバート・ブロック『セベクの秘密』
アヌビス
エジプト神話のジャッカル神・冥府の神。ブロックがナイアーラトテップ配下の邪神として描く。
登場作品：ロバート・ブロック『冥府の守護神』
セト
エジプト神話の戦争の神。オシリスとイシスの伝説をはじめ、もっぱら悪神・悪役とされている。エジプトものを得意としたロバート・ブロックも言及はしたものの、直接描いてはいない。ロバート・E・ハワードが「セトの指輪」という呪物を創造し、キロワンを主役とする短編（未訳）に登場させている。さらにセト神は、複数のクトゥルフ神話の神（イグ、ナイアーラトテップ、ハスター）と結び付けられており、ダニエル・ハームズは「セトの仮面の背後にはこれらの存在がいるかもしれない」と表現している。神智学では「セト」はサト・アンすなわちサタンと解釈される。
『英雄コナン』のハイボリア時代において、蛇神セトは魔術の神として恐れられ、信仰がスティギア（エジプトに相当）に伝播する。蛇人間たちはセトの子と称される。
マリク・タウス
中東のヤジディ教の天使なのだが、イスラム教徒によって悪魔とみなされる。
登場作品：ロバート・E・ハワード『墓はいらない』にて、死の街コスの暗黒王として描かれるが、名前の一つにすぎないらしい。
ユーピテル
ローマ神話の主神。ギリシャ語名：ゼウス。登場作品：D・R・スミス『アルハザードの発狂』にて、クトゥルフやハスターをいともたやすく撃退する。
リリス
メソポタミアの悪魔。ユダヤやキリスト教にも習合される。『レッド・フックの恐怖』の邪教カルトがリリスという名前の神を崇拝する。

### 近現代オカルト
ラム
アイワスの類。クトゥルフ神話大系に取り込まれた。

### クトゥルフ神話の創作神
ゾ＝カラール（ZO-KALAR）、タマシュ（TAMASH）、ロボン（LOBON） ★☆
初出はラヴクラフト『サルナスの滅亡』であり、人間の都市サルナスで信仰されていた三神であるということ以外はほとんど不明であった。彼らの加護ではボクルグの呪いに抵抗できず、サルナスは滅ぶ。
具体的なキャラ付けはTRPGにて設定されたもので、ゾ＝カラールは誕生と死の神、タマシュは幻影を用いる神、ロボンは槍を持つ神とされる。
またジョン・R・フルツ&ジョナサン・バーンズの『Wizards of Hyperborea』（未訳）にて、ハイパーボリアにおける彼らの信仰が言及される。
コス（KOTH） ★☆
夢の神。クトゥルフやヨグ＝ソトースと協力したこともある（アッシュールバニパルの焔）。設定がバラバラで統一されていない。
ナス＝ホルタース（またはナス＝ホルトハース　NATH-HORTHATH） ★☆
セレファイスの主神。セレファイスのトルコ石の神殿には、1万年前から顔ぶれの変わらない80人の神官が住んでいる。
ライオンを神聖な動物と見ており、黒い影のようなライオンを持つ。このライオンを使う場合は、好感を持った人を助けるときである。ハイパーボリア時代のナス＝ホルタースは月の神として扱われた。
ナシュト（NASHT）とカマン＝タ（KAMAN-THA）
二人組の神官。ドリームランドの入口で、目覚めの世界からの訪問者の入国を見定める。
イホウンデー ★☆
スミスの『魔道士エイボン』にて言及される、古代ハイパーボリアで信仰されたヘラジカの女神。地球本来の神々とされる一方で、イホウンデーを創造したスミスは彼女をナイアーラトテップの妻とした。
ヴォルヴァドス ★☆
太古のムー大陸で崇拝された、人類に友好的な神。力は強く、旧神や旧支配者とされることもある。風見潤『クトゥルー・オペラ』では火の神とされる。
イオド ★☆
邪神。宇宙からやって来た神であり、太古のムー大陸で崇拝された。別カテゴリのようだが、カーターは地球本来の神々にカウントした。
ボクルグ ★
ドリームランドのイブで非人間種族たちが崇拝した、水蜥蜴の姿をした神。カーターは後に、ボクルグの上位神ムノムクアを旧支配者とした。
ニオス・コルガイ ★
遠未来のゾティーク時代に、彗星に乗って地球外からやって来る魔物。カーター設定では、この神が地球最後の生命になると予言する。